# جولي ليميو (سياسية)
جولي ليميو (بالفرنسية: Julie Lemieux)‏ هي سياسية كندية. انتُخبت رئيسة بلدية لقرية تري سان ريدمتار (بالفرنسية: Très-Saint-Rédempteur)‏، في كيبك في انتخابات كيبك البلدية 2017. وهي أول رئيسة بلدية في البلدة، وأول شخص متحول جنسيًا يتم انتخابها لرئاسة بلدية في كندا.
ولدت ليميو في درومونفيل، وعملت سابقًا كصانعة خزانة، وانتقلت لأول مرة إلى تري سان ريدمتار في عام 2009. انجذبت لأول مرة إلى السياسة كجزء من حملة ناجحة للحفاظ على الكنيسة تابعة للطائفة الكاثوليكية الرومانية المغلقة في القرية، والتي كان من المقرر هدمها ليحل محلها مركز مجتمعي وثقافي. وانتُخبت لأول مرة لعضوية المجلس البلدي في انتخابات كيبك البلدية 2013. تضمنت لوحات حملتها لرئاسة البلدية في عام 2017 تحسين الاتصالات بين المسؤولين المنتخبين وسكان القرية، والسماح لسكان القرية بتربية الدجاج في الفناء الخلفي لمنازلهم. حصلت على 48% من الأصوات يوم الانتخابات، مقابل 23% فقط لرئيس البلدية حينها جان لالوند.